# Maladie de Charcot-Marie-Tooth intermédiaire DI-CMT
Les maladies de Charcot-Marie-Tooth de type intermédiaire DI-CMT sont des neuropathies héréditaires du groupe des maladies de Charcot-Marie-Tooth. Leur transmission génétique est autosomique dominante.

## Étiologie
Le tableau ci-dessous résument les différents sous types, la fréquence, les gènes, les chromosomes et les protéines impliqués dans les DI-CMT.
| Sous type | Fréquence | Gène      | Chromosome | Protéine |
| --------- | --------- | --------- | ---------- | -------- |
| DI-CMTA   |           | non connu | 10q24      |          |
| DI-CMTB   |           | DNM2      | 19p12      |          |
| DI-CMTC   |           | YARS      | 1p34       |          |
| DI-CMTD   |           | MPZ       | 1q22       |          |
| DI-CMTE   |           | INF2      |            |          |
| DI-CMTF   |           | GNB4      |            |          |
| DI-CMTG   |           | NEFL      |            |          |

## Sources
- CMT-Mag 90, janvier-février-mars 2013, p. 6